# 伊丹忠親
伊丹 忠親（いたみ ただちか）は、戦国時代から安土桃山時代にかけての武将。摂津国国人・伊丹氏の出身。

## 生涯
伊丹城主・伊丹親興（貞親）の子と推測される。
永禄11年（1568年）、織田信長に擁された足利義昭が入洛すると、義昭に降って摂津国内で知行3万石を安堵されている（父・親興はこのとき和田惟政や池田勝正らと共に摂津三守護に任じられた）。翌12年（1569年）1月、本圀寺合戦では三好勢と戦っている。元亀元年（1570年）8月、信長に従って中島・天満森に着陣、元亀3年（1572年）には、佐久間信盛・柴田勝家らに従って河内国へ出陣し、引き続き織田勢（義昭方）に属して、三好義継・松永久秀らと戦っている。
しかし信長と義昭が対立するようになると、一度は和田惟長に止められたものの、結局は義昭に味方し、かつての仇敵である三好・松永らとも結ぶが、元亀4年（1573年）に信長勢に攻められて賀島城を開城。翌天正2年（1574年）、伊丹城に籠るが、荒木村重に攻められて、同年11月15日には再び開城した（このとき父・親興は自害している）。以後しばらく消息不明となるが、本能寺の変後、馬廻として羽柴秀吉に仕え、天正20年（1592年）には肥前名護屋城に在陣している。
秀吉の死後は黒田長政に属し、関ヶ原の戦いで戦死した。享年49。